# Faults
Pour plus de détails, voir Fiche technique et Distribution.
Faults est un thriller américain écrit et réalisé par Riley Stearns et sorti en 2014.

## Synopsis
Un spécialiste des sectes tente de déprogrammer une jeune femme tombée sous la coupe d'un gourou.

## Fiche technique
- Titre original : Faults
- Réalisation : Riley Stearns
- Scénario : Riley Stearns
- Décors : James Connelly
- Direction artistique :
- Costumes : Emily Batson
- Montage : Sarah Beth Shapiro
- Musique : Heather McIntosh
- Photographie : Michael Ragen
- Son : Andy Hay
- Production : Keith Calder, Mary Elizabeth Winstead et Jessica Wu
- Pays de production :  États-Unis
- Langue originale : Anglais
- Format : couleur - 2,35:1 - son Dolby numérique
- Genre : Thriller
- Durée : 93 minutes
- Date de sortie : 
  - États-Unis : 9 mars 2014 (South by Southwest)

## Distribution
- Mary Elizabeth Winstead : Claire
- Jon Gries : Terry
- Lance Reddick : Mick
- Leland Orser : Ansel
- Beth Grant : Evelyn

## Distinctions

### Nominations et sélections
- AFI Fest 2014 : sélection « American Independants »